# Nampicuan
Nampicuan é um município de  quinta classe de renda municipal (d) na província Nova Ecija, nas Filipinas. De acordo com o censo de 1 de maio  de  2020 possui uma população de 14 471 pessoas e 3 522 domicílios.